# Merel de Knegt

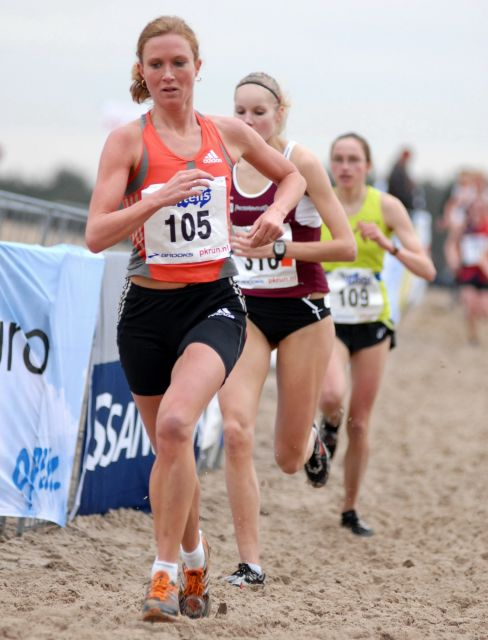
Merel de Knegt beim Sylvestercross Soest 2007

Merel de Knegt (* 9. Mai 1979 in Tilburg) ist eine niederländische Langstreckenläuferin, die sich auf Straßenläufe spezialisiert hat.
2006 wurde sie Fünfte beim CPC Loop Den Haag und kam bei den Straßenlauf-Weltmeisterschaften in Debrecen über 20 km auf den 47. Platz.
2007 wurde sie nationale Meisterin über 10 km und (als Gesamtdritte des CPC Loop) über die Halbmarathondistanz und kam beim Rotterdam-Halbmarathon auf den fünften Platz. 2009 wurde sie als Gesamtelfte beim Tilburg Ladies Run 10 K erneut niederländische 10-km-Meisterin, gewann den Rotterdam-Halbmarathon und wurde Fünfte beim Zevenheuvelenloop.
2010 wurde sie Dritte beim CPC Loop und als Gesamtzehnte des Rotterdam-Marathons auch über die 42,195-km-Distanz nationale Meisterin.
Merel de Knegt ist 1,70 m groß und wiegt 55 kg. Sie lebt in Loon op Zand und startet für die Tilburg Road Runners. Ihr älterer Bruder ist der Radrennfahrer Gerben de Knegt.

## Persönliche Bestzeiten
- 10-km-Straßenlauf: 33:09 min, 14. Februar 2010, Schoorl
- 15-km-Straßenlauf: 51:54 min, 15. November 2009, Nijmegen
- Halbmarathon: 1:13:10 h, 13. März 2010, Den Haag
- Marathon: 2:38:41 h, 11. April 2010, Rotterdam